# Baveno
Baveno es una localidad y comune italiana de la provincia de Verbano-Cusio-Ossola, región de Piamonte, con 4.874 habitantes.

## Evolución demográfica

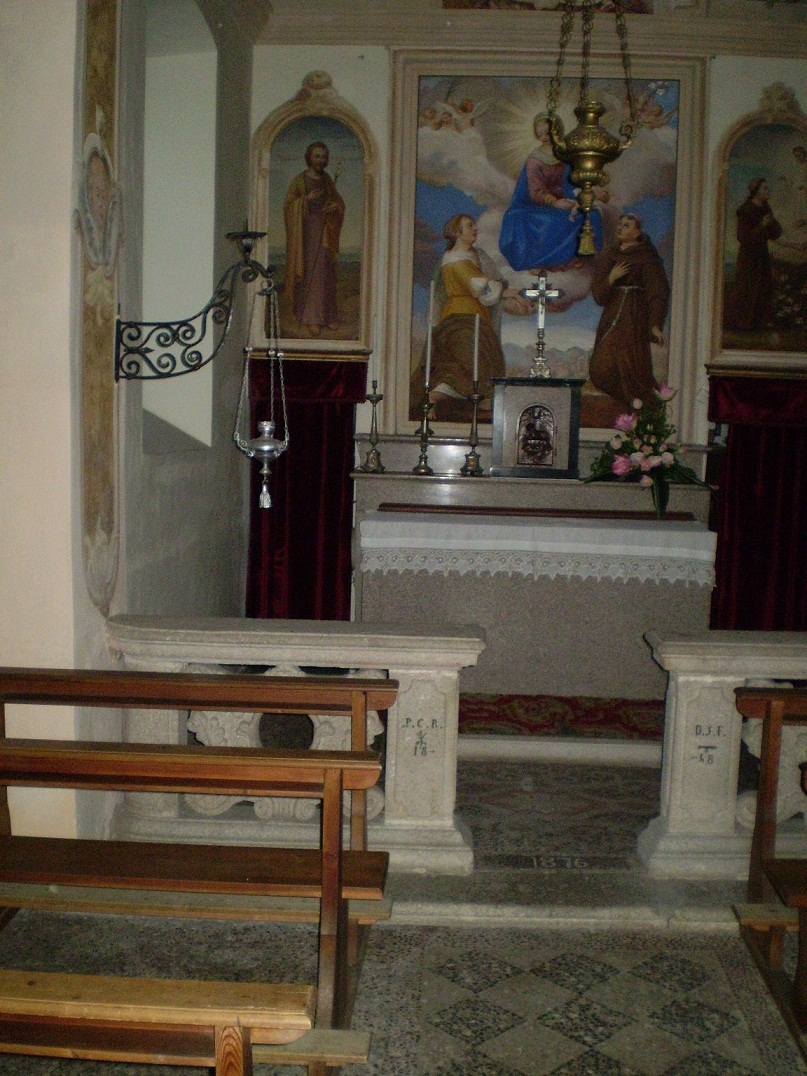
Interior de la iglesia SS Antonio e Fermo en Baveno. Foto 2007

| Gráfica de evolución demográfica de Baveno entre 1861 y 2001 |
|                                                              |
| Fuente ISTAT - elaboración gráfica de Wikipedia              |

## Patrimonio
- Villa Barberis